# Franziskanerkloster Zeitz

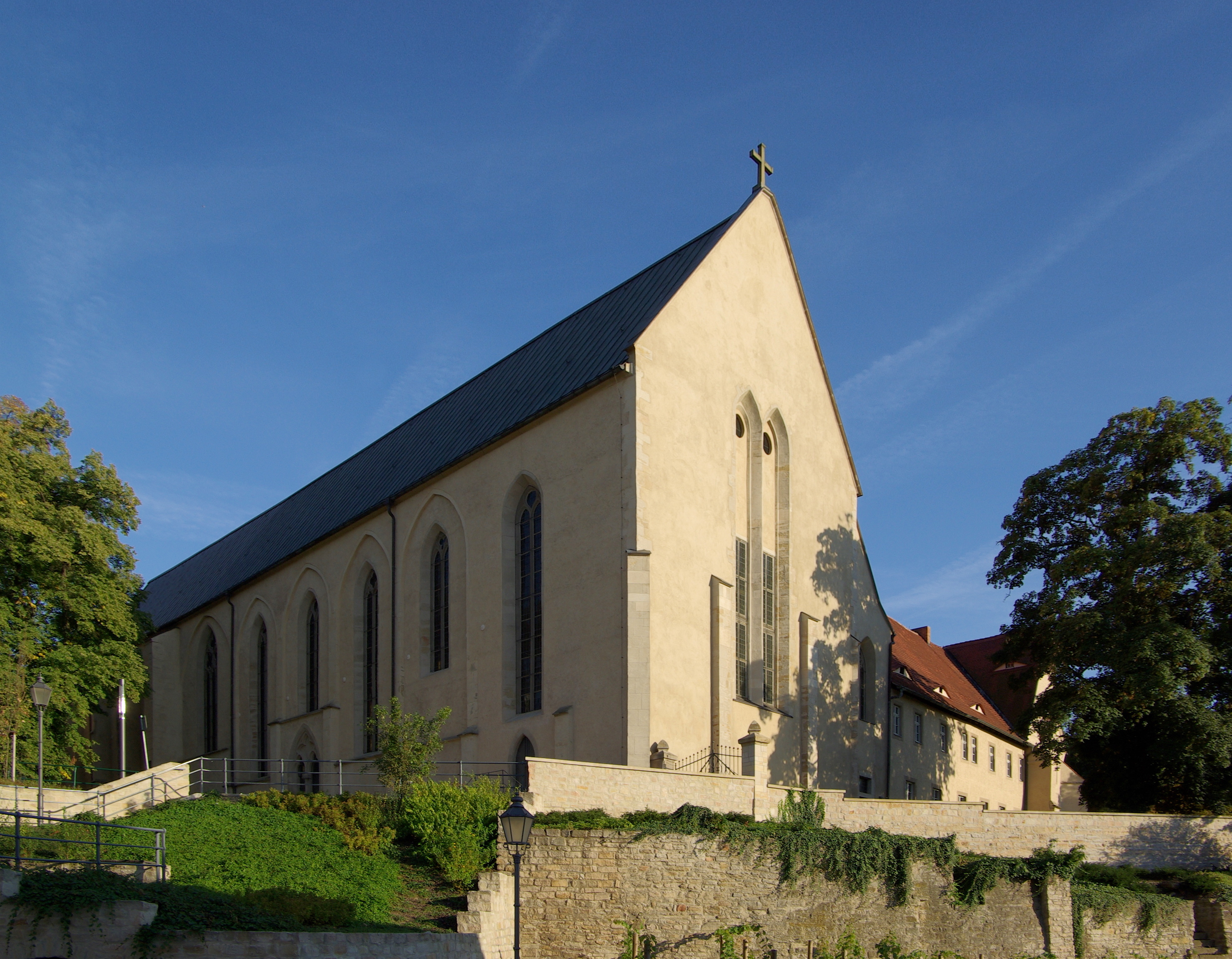
Franziskanerkloster, 2012

Das Franziskanerkloster war ein Kloster der Franziskaner in Zeitz im heutigen Sachsen-Anhalt. Es bestand vom 13. bis zum 16. Jahrhundert.

## Lage
Die Klosteranlage befindet sich im Süden der mittelalterlichen Stadt an der ehemaligen Stadtmauer, wie es der Lage und Bauweise zahlreicher Franziskanerklöster in den mittelalterlichen Städten des 13. Jahrhunderts entsprach. Sie ist eine der am besten erhaltenen Komplexe ihrer Art in Sachsen-Anhalt.

## Geschichte
Das genaue Gründungsjahr ist nicht bekannt, es lag jedoch vor 1242. Als Bischof Engelhard von Naumburg 1238 in einem Hirtenbrief den Gläubigen die Brüder des 1210 in Italien gegründeten Franziskanerordens allgemein empfahl, bestand das Kloster wahrscheinlich noch nicht. Die Franziskaner ließen sich 1221 erstmals in Deutschland nieder; die Sächsische Franziskanerprovinz (Saxonia), zu der die Niederlassung in Zeitz gehörte, hatte in der Mitte des 13. Jahrhunderts bereits 44 Klöster. Um 1250 wurde nach bauhistorischen Erkenntnissen die Klosterkirche in Zeitz erbaut. Sie ist ein Gebäude im Stil einer Bettelordenskirche. 1266 wurde sie erstmals von einem päpstlichen Legaten erwähnt. 1335 fand das Provinzkapitel der Saxonia in Zeitz statt, so dass die Gebäude eine dafür ausreichende Größe gehabt haben müssen.
Im 15. Jahrhundert übernahm der Konvent in Zeitz wie zahlreiche andere Klöster der Franziskanerprovinz Saxonia die Martinianischen Konstitutionen, eine gemäßigten Form der Observanzbewegung im Orden, die auf einen Vermittlungsversuch des Papstes Martin V. 1430 zurückging. 1517 lebten im Kloster 28 Franziskaner. 1541 wurde es infolge der Reformation vom sächsischen Herzog Johann Friedrich aufgelöst.

## Weitere Nutzung
1542 predigte Martin Luther in der ehemaligen Klosterkirche. Seit 1564 war in den Klostergebäuden eine städtische evangelische Lateinschule untergebracht. Später erfolgte die Umbenennung in Stiftsschule und 1827 in Stiftsgymnasium (bis 1932). Seit 1843 befand sich hier die Stiftsbibliothek Zeitz. Zu DDR-Zeiten wurde das Gelände von einer Polytechnischen Oberschule genutzt.
Seit 2007 wurde die Anlage von der Stadt Zeitz aufwändig saniert und seitdem als Konzertkirche genutzt. Gegenwärtig ist der Einzug einer evangelischen Grundschule geplant.